# Alexeter
Alexeter is een geslacht van insecten uit de orde vliesvleugeligen (Hymenoptera) en de familie Ichneumonidae.

## Soorten
- A. albicoxis (Strobl, 1903)
- A. albilabris (Thomson, 1894)
- A. albocoxatus (Strobl, 1903)
- A. angularis (Uchida, 1952)
- A. attenuatus (Bridgman, 1887)
- A. canaliculatus (Provancher, 1874)
- A. clavator (Muller, 1776)
- A. coxalis (Brischke, 1871)
- A. daisetsuzanus Uchida, 1930
- A. difficilis (Davis, 1897)
- A. dorogawensis Uchida, 1930
- A. erythrocerops (Heinrich, 1949)
- A. erythrocerus (Gravenhorst, 1829)
- A. fallax (Holmgren, 1857)
- A. gracilentus (Holmgren, 1857)
- A. hypargyrici (Hinz, 1996)
- A. improbus (Holmgren, 1857)
- A. innoxius (Cresson, 1879)
- A. lucens (Provancher, 1874)
- A. luteifrons (Cresson, 1868)
- A. mixticolor (Heinrich, 1953)
- A. montanoi Gauld, 1997
- A. multicolor (Gravenhorst, 1829)
- A. mutator (Zetterstedt, 1838)
- A. nebulator (Thunberg, 1822)
- A. niger (Gravenhorst, 1829)
- A. notatus Davis, 1897
- A. obscuricolor Heinrich, 1953
- A. padillai Gauld, 1997
- A. pubescens (Holmgren, 1857)
- A. rapidator Aubert, 1998
- A. rapiditor Aubert, 1998
- A. rapinator (Gravenhorst, 1829)
- A. salgadoi Gauld, 1997
- A. scapularis (Cresson, 1868)
- A. segmentarius (Fabricius, 1787)
- A. shakojiensis Uchida, 1930